# Хірам Фонг
Хірам Леонг Фонг (англ. Hiram Leong Fong; нар. 15 жовтня 1906, Гонолулу, Гаваї — пом. 18 серпня 2004, Кахалуу, Гаваї) — американський політик-республіканець. Він представляв штат Гаваї у Сенаті США з 1959 по 1977 рр.
У 1930 р. він закінчив Гавайський університет в Маноа, а у 1935 р. отримав ступінь з права у Гарвардському університеті. У 1938 р. він одружився з Ло Еллін, у пари було четверо дітей. Фонг служив у ВПС США під час Другої світової війни, був спікером Палати представників Гаваїв.
Він брав участь у республіканських праймеріз на посаду президента США у 1964 і 1968 рр. (Фонг став першим американцем азійського походження, який намагався отримати номінацію від великої партії).
Фонг був конгрегаціоналістом китайського походження. Він похований на Oahu Cemetery в Гонолулу.